# Herennia jernej
Herennia jernej är en spindelart som beskrevs av Kuntner 2005. Herennia jernej ingår i släktet Herennia och familjen Nephilidae. Inga underarter finns listade i Catalogue of Life.